# Rybno (Mściwojów)
Rybno – przysiółek wsi Mściwojów w Polsce, położony w województwie dolnośląskim, w powiecie jaworskim, w gminie Mściwojów. Wchodzi w skład sołectwa Mściwojów.
W latach 1975–1998 przysiółek administracyjnie należał do województwa legnickiego.